# Stonewash en Wildwash Creek
De Stonewash en Wildwash Creek was een boomstamattractie in het Duitse attractiepark Phantasialand in het themagebied Mexico.

## Geschiedenis

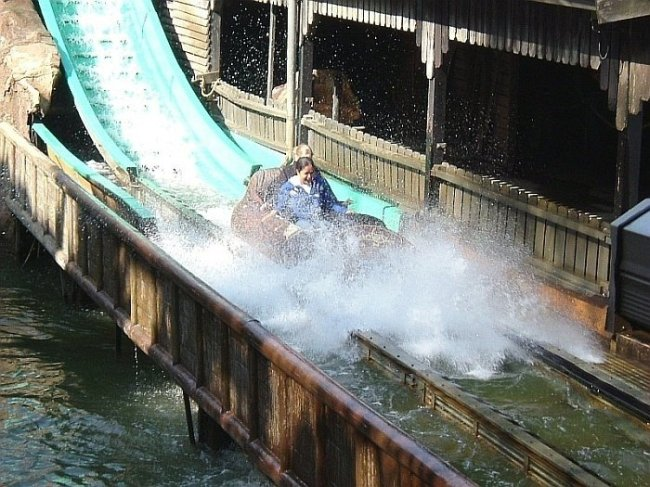
De laatste afdaling van Stonewash Creek.

In 1974 werd de boomstamattractie geopend onder de naam Wildwasserbahn (Nederlands:Wildwaterbaan). In 1992 werd de naam gewijzigd naar Stonewash Creek en Wildwash Creek en werd er een camerasysteem langs beide banen geplaatst, zodat van alle bezoekers een onride foto gemaakt kon worden. In het najaar van 2011 werd begonnen met de sloop van beide boomstamattracties om plaats te maken voor een nieuwe attractie. In februari 2012 werd bekend dat de boomstammen geveild zullen worden.
In juni van 2012 maakte Phantasialand bekend dat op de locatie van Stonewash en Wildwash Creek een nieuwe boomstamattractie genaamd Chiapas geopend zal worden in 2013.

## Technisch
De boomstamattractie bestond uit twee verschillende banen: de Stonewash Creek en de Wildwash Creek. In beide banen zat verschil qua tijd, lengte en afdalingen. Zo was de Wildwash Creek 240 meter lang en de Stonewash Creek 290 meter lang. Hoewel de Stonewash Creek maar 50 meter langer was, duurde de attractie vier minuten en de Wildwash Creek slechts 2:40 minuten - een verschil van 1:20 minuten. De Wildwash Creek kende drie afdalingen, waarvan de eerste enorm kort was. Tevens lag de baan van de Wildwash Creek deels indoor. De eerste afdaling kwam ook uit in een grot. Beide banen hadden een maximale hoogte van twaalf meter. In alle boomstammen was plaats voor vier personen, waardoor de capaciteit 1440 personen per uur was.